# コスメちっく☆パラダイス
『コスメちっく☆パラダイス』は、GAE（旧グローバル・A・エンターテイメント）から発売されているニンテンドーDS用ゲームソフトのシリーズ、および、シリーズ第1作目のタイトル。以下の作品が発売されている。
- 第1作『コスメちっく☆パラダイス』 - 2007年7月19日発売
- 第2作『コスメちっく☆パラダイス 〜メイクのキセキ〜』 - 2008年7月10日発売
- 第3作『コスメちっく☆パラダイス 〜キレイのマホウ〜』 - 2010年4月29日発売
- 第4作『コスメちっく☆パラダイス 〜プリンセスライフ〜』 - 2011年4月14日発売

## ストーリー
主人公はコスメちっくランドのお姫様。ある日のこと、姫は次期女王になるための試練を課せられる。それは街の人達をメイクで幸せにするというものであった。主人公はコスメハウスで働きながら沢山の人の悩みをメイクで解決し、試練の合格を目指す。

## システム
タッチペンを使ってメイクをするゲームである。大まかな流れとしては、まず主人公が働くコスメハウスに街の人達からメールが幾つか送られてくるので、その中から受けたいと思った依頼を選択し、依頼人の要望に合ったメイクをプレイヤーが施すというもの。依頼に成功すると「星」と「知名度」が増え「コスメストーン（お金）」が貰える。
プレイヤーは依頼人にメイクをする前に、限られた行動数以内に街の各地へ行き、情報収集を行うことになる。道行く人々にプレイヤーが話しかけると、今流行のメイクは何か、どの化粧品を使用すればいいか、などのヒントを教えてくれる。ここで集めた情報は後にメイクをしている最中にメモとして閲覧することができる。これを怠るとメイクを実施しても失敗する可能性が高い。化粧品を持ち合わせていない場合はコスメショップへ行き購入する。そしてコスメハウスに戻ると、いよいよメイクが開始される。
依頼が終わると休日を迎える。この日には外出時の行動数が限られておらず、どの場所へ何回でも行ける。街の施設は前述のコスメハウス・コスメショップの他に、アルバイトをする場、男の子がいる場が数件ある。アルバイトをする施設ではミニゲームにクリアするとコスメストーンを増やすことができる。各施設にそれぞれいる男の子は、会話を何回か繰り広げることで仲が良くなる。コスメハウスに帰り睡眠を取ると、再び依頼を引き受ける一日が始まる。季節によって夏祭りや初詣などの特別イベントも存在。
基本的には「依頼を受ける日」と「休日」のローテーションだが『メイクのキセキ』では依頼を受ける以外に、コスメ教室で「メイクの勉強をする」という選択肢もある。
依頼に成功した際に与えられた「星」を100個集めると試練に合格したとみなされ、晴れて女王になることができる。なお『メイクのキセキ』では年度末に行われる最終試験の合格が必要とされる。女王になるまでのプレイヤーの行動次第で、様々なエンディングが用意されている。

## キャラクター

### 第1作のキャラ
主人公
コスメちっくランドの姫。名前が決められ、マイルームでは服と髪型を変更できる。
ぽち
主人公の友達。いろいろと世話になることがある。
まりあ先生
コスメハウスで働き、主人公を温かく見守る先生。
れいなさん
コスメショップの店員。化粧品・服・髪型を売っている。難易度が低い依頼を受けている際には、お薦めの化粧品を教えてくれる。
カズキ
バスケットボールをやっている元気な少年。カフェにいる。
タカト
落ち着いていて、最初は主人公を迷惑がる。公園にいる。
ハミル
動物を放っておけない。時計台にいる。本当はある国の王子で、名前はハーミル。

### 第2作のキャラ
主人公
キュートタイプ、クールタイプ、ポップタイプの3人の中から選ぶ。前作と同じく名前、服、髪型は自由。
サクラ先生
22歳。主人公を女王にするための世話係。サクヤ先生の双子の姉。
サクヤ先生
22歳。メイクの仕方を教えてくれる先生。サクラ先生の双子の弟。
カオルさん
25歳。コスメショップの店員。役柄は前作のれいなさんと全く一緒。
カレン
14歳。お金持ちのお嬢様。主人公と共にコスメ教室で勉強をする。続編『キレイのマホウ』にも登場。
イツキ
15歳。優しく礼儀正しいサッカー少年。公園にいる。
シュウ
18歳。クールで人付き合いが苦手。海にいる。
ダイチ
15歳。バンドをしている関西人。大通りにいる。
ルファ
17歳。和の文化に興味を持つ外国人。時計台にいる。
ポチ
主人公の友達。歴代女王候補の試練を見守ってきた。ある条件を達成するとその正体が明らかになる。

### 第3作のキャラ
主人公
前作と同じく、キュートタイプ、クールタイプ、ポップタイプの3人の中から選べる。名前、服、髪型は自由。
カレン先生
前作にも登場し、主人公のメイクの先生をしている。
アカネさん
おしゃれショップの店長。主人公がおしゃれになる手伝いをしている。
ミドリ
主人公の妹であり、ライバル。姉から女王の座を奪おうとしている。
アキラ
チャラ男の様な外見。コスメ通りにいる。
ユウキ
主人公のクラスメート。教室にいる。
ツカサ
主人公のお城の門番。城門にいる。
カナデ
主人公の一つ上の先輩で、生徒会長。特別教室にいる。
ポチ
主人公の友達で、前作同様、歴代女王候補の試練を見守ってきた。色々と手伝っている。
ブチ
ミドリの友達で、ポチの弟。ミドリを女王にする為、お手伝いをしている。

## 漫画
アスキー・メディアワークスのゲーム雑誌『キャラぱふぇ』及び『別冊キャラぱふぇコミック』で本シリーズのキャラクターデザイン担当・トキシユリコによる漫画化作品が掲載されている。
- コスメちっく☆パラダイス（vol.3）
- コスメちっく☆パラダイス 〜メイクのキセキ〜（vol.9）
- コスメちっく☆パラダイス 〜キレイのマホウ〜（別冊vol.1、別冊vol.2）
- コスメちっく☆パラダイス 〜プリンセスライフ〜（別冊vol.4）